# Dead Rising 3
Dead Rising 3 é um jogo eletrônico do estilo survival horror situado num mundo aberto. É desenvolvido pela Capcom Vancouver e publicado pela Xbox Game Studios. O jogo é  exclusivo para o Xbox One. Foi lançado no dia 22 de novembro de 2013. Foi anunciado durante a E3 2013.
A versão para Windows 10 foi lançada no inverno de 2014.

## Jogabilidade
Seguindo os passos dos anteriores Dead Rising, os jogadores controlam o novo protagonista Nick Ramos, em busca de suprimentos e armas de crafting, enquanto viaja ao redor da cidade de Los Perdidos, a fim de lutar contra os mortos-vivos e fazer missões. Dead Rising 3 está situado em um ambiente de um mundo vasto, aberto, que é declaradamente maior do que os mundos do jogo Dead Rising e Dead Rising 2. Os jogadores mantêm a capacidade de modificar armas igual ao jogo Dead Rising 2, mas sem a necessidade de uma bancada, e será capaz de descobrir e destravar projetos para novos itens. Ao contrário dos dois primeiros jogos da série, Dead Rising 3 não possuem um limite de tempo. Os jogadores também terão permissão para salvar seu progresso em qualquer lugar, em vez de limitar a salva de banheiros. O jogo vai incluir um "Modo Nightmare" para aqueles que preferem o temporizador tradicional. De acordo com a Capcom, o jogo não terá tempo de carregamento.
Dead Rising 3 irá utilizar tanto o Kinect quanto Xbox SmartGlass. O Kinect dá aos zombies um certo nível de consciência situacional. Barulhos de que o jogador poderia desencadear uma onda de zombies, no entanto, o jogador também pode usar a habilidade de gritar em zumbis através do Kinect, a fim de distraí-los. De acordo com o produtor executivo Josh Bridge, a sensibilidade do microfone será ajustado para "um limiar que faz sentido", de modo que atrai zumbis vai se sentir como uma decisão intencional. O recurso SmartGlass do Xbox, que também é opcional, pode ser usado para localizar itens específicos, encontrar lojas abandonadas e definir pontos de passagem para os objetivos da missão. Ele também fornece aos jogadores com missões exclusivas desbloquearem aplicativos dentro do SmartGlass, dando-lhes a capacidade de chamar ataques aéreos, o apoio zangão, ou em toda a área de flares para cortar ou chamar a atenção dos mortos-vivos.

## Enredo
Dead Rising 3 ocorre 10 anos após os acontecimentos de Fortune City em Dead Rising 2. A história segue um jovem mecânico chamado Nick Ramos e sua tentativa de sobreviver a um enorme surto de zumbis na cidade fictícia de Los Perdidos, na Califórnia. Ramos deve juntar-se com outros sobreviventes e encontrar uma maneira de escapar de Los Perdidos.

## Desenvolvimento

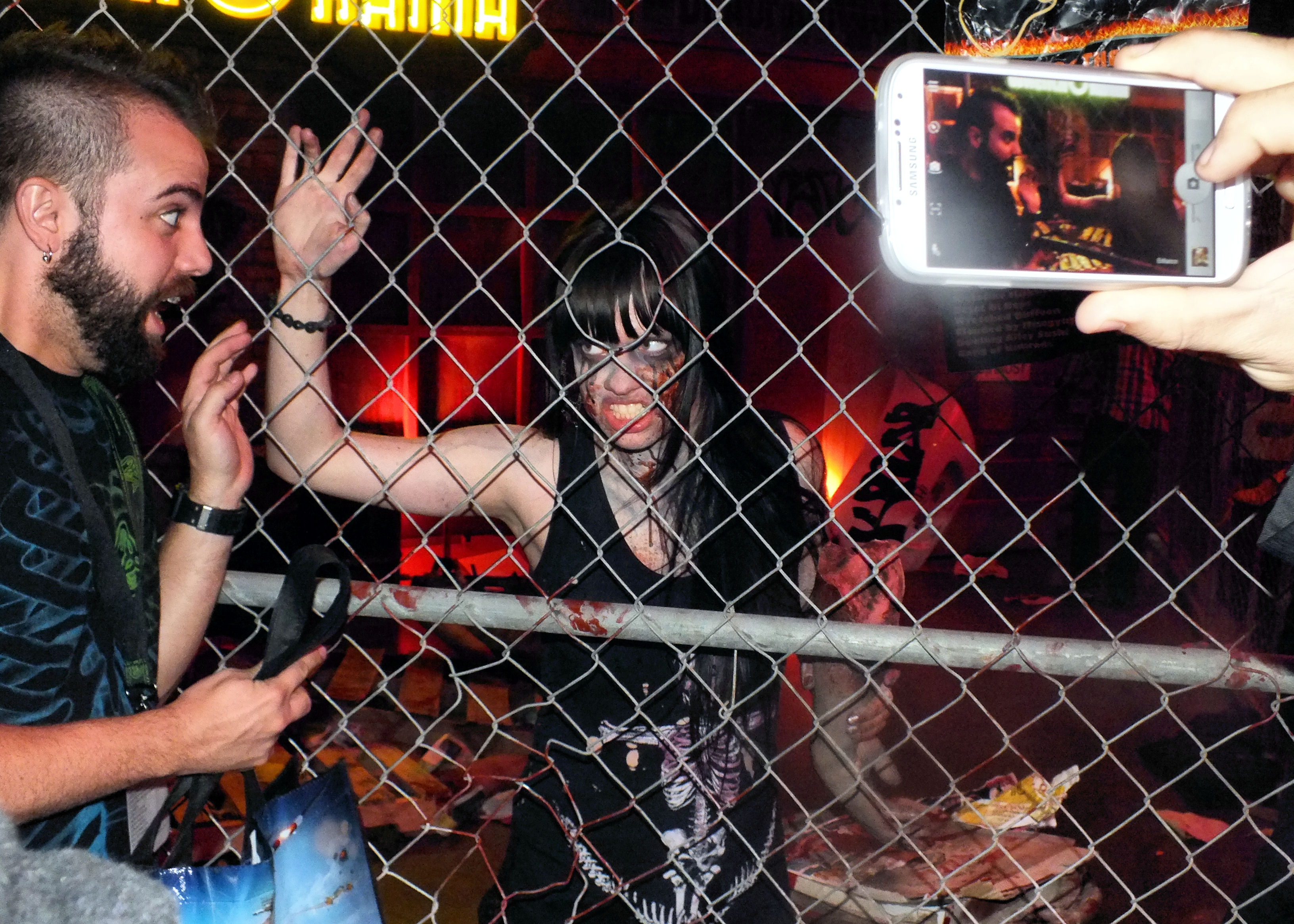
Promoção do jogo na E3 de 2013

Em 2010, antes do lançamento de Dead Rising 2, Keiji Inafune, o produtor da série Dead Rising, especulou sobre a possibilidade de uma continuação durante uma entrevista, afirmando que "não vamos começar mesmo falando sobre DR3 (Dead Rising 3) até vermos as vendas de DR2 (Dead Rising 2), infelizmente essa é a natureza do jogo! entanto, a experiência com a Blue Castle foi muito positivo, e se tivermos a oportunidade, eu gostaria de trabalhar com eles novamente." Com o sucesso de Dead Rising 2, a Capcom e o COO David Reese afirmou que o jogo Dead Rising 3 é provável que continue a narrativa de seu antecessor. Reese também afirmou que mais conteúdo digital, semelhante ao Caso Zero e Case West, também era plausível, e poderia ajudar a preencher a lacuna entre Dead Rising 2 e Dead Rising 3. Klayton de Celldweller está compondo músicas para o jogo. O jogo foi anunciado oficialmente durante a conferência de imprensa da Microsoft na E3 de 2013. O jogo foi originalmente revelado como sendo desenvolvido com PCs high-end em mente para que a equipe pudesse realizar sua visão expandida para a série, antes de a Microsoft ofereceu a parceria com eles para que se torne um lançamento exclusivo para o Xbox One.